# 天安门大屠杀浮雕
天安门大屠杀浮雕，6.4米宽，2.3米高，是华裔雕塑家陈维明在2009年5月份创作完成的一副雕塑作品，目前被收藏在香港岭南大学。。
2009年9月8日 - 2009年9月19日，此作品曾在纽约国家艺术俱乐部(National Arts Club)“从天安门到柏林墙”艺术展进行展出。

2009年10月，在华盛顿国会大厦展出。

2009年11月，在纽约曼哈顿后世纪艺术画廊展出。
2010年5月--6月《民主女神像》及《六四天安门大屠杀》大型浮雕参加香港铜锣湾时代广场、维多利亚公园广场的纪念“六四”活动展。目前，民主女神像永久安放在香港中文大学，《六四天安门大屠杀》大型浮雕永久放置在香港岭南大学

## 被香港海关扣押
2010年5月，陈维明从美国运抵香港纪念“六四”天安门事件21周年的两件雕塑《民主女神像》《天安门大屠杀浮雕》被香港海关扣押。
针对两件纪念“六四”事件雕塑被海关“扣押”一事，香港海关接受BBC中文网询问时表示“不评论个案”。

## 警方交还展品
愤怒的亲民主活动人士到同一地点扮起了真人民主女神像，竖起了高大的女神像喷画，并发誓要包围警察局，直到警方交还三件六四艺术品。当局表示，扣押行动合法，但经磋商和谈判后，决定交还扣押物品。香港警方让步，交还民主女神像。

## 香港各大校园巡回展出
香港警方交还展品后，備受爭議的六四浮雕在香港各大學校園巡回展出。展出活動首站浸會大學的學生會表示，希望透過這次展覽，喚醒同學們對國家發展的關注，并繼續爭取平反「六四」。

## 现状
据报道，浮雕狀態十分惡劣：石膏剝落、佈滿裂痕、木頭蛀蝕嚴重，連介紹板都已完全褪色。嶺南大學學生、校友發起六四屠殺浮雕修復眾籌計劃。
。